# Badminton na Letnich Igrzyskach Olimpijskich 2024 – singel kobiet
Turniej gry pojedynczej kobiet w badmintonie podczas XXXIII Letnich Igrzysk Olimpijskich w Paryżu został rozegrany w dniach od 27 lipca do 5 sierpnia 2024 roku w Arena Porte de la Chapelle. W rywalizacji wzięło udział 39 zawodniczek

## Zasady turnieju
Sportowcy zostali podzieleni na trzyosobowe grupy, w których rywalizowano systemem każdy z każdym. Zwycięzcy grup awansowali do 1/8 finału. Od tego czasu rywalizacja przybrała formę pucharową. Zwycięzcy awansowali do kolejnej rundy, a przegrani odpadali z rywalizacji. W trakcie całego turnieju mecze były rozgrywane do dwóch zwycięskich setów. Set kończył się, gdy zawodnik uzyskiwał 21 punktów i jednocześnie miał co najmniej dwa punkty przewagi nad rywalem.

## Rozstawione zawodniczki
1. An Se-young
2. Chen Yufei
3. Tai Tzu-ying
4. Carolina Marín
5. Akane Yamaguchi
6. He Bingjiao
7. Gregoria Mariska Tunjung
8. Aya Ohori
9. Beiwen Zhang
10. Pusarla Venkata Sindhu
11. Supanida Katethong
12. Kim Ga-eun
13. Yeo Jia Min

## Faza grupowa

### Grupa A
| Lp. | Zawodnik                  | M | Z | P | S+ | S- | S+/- | P+ | P- | P+/- | Pkt | Kwalifikacja        |
| --- | ------------------------- | - | - | - | -- | -- | ---- | -- | -- | ---- | --- | ------------------- |
| 1   | An Se-young (KOR)         | 2 | 2 | 0 | 4  | 0  | +4   | 84 | 38 | +46  | 2   | Awans do 1/4 finału |
| 2   | Kalojana Nalbantowa (BUL) | 2 | 1 | 1 | 2  | 2  | 0    | 68 | 78 | −10  | 1   |                     |
| 3   | Qi Xuefei (FRA) (H)       | 2 | 0 | 2 | 0  | 4  | −4   | 48 | 84 | −36  | 0   |                     |

| Data     | Czas  | Zawodnik 1  | Wynik | Zawodnik 2          | Set 1 | Set 2 | Set 3 | Raport |
| -------- | ----- | ----------- | ----- | ------------------- | ----- | ----- | ----- | ------ |
| 28 lipca | 15:40 | An Se-young | 2–0   | Kalojana Nalbantowa | 21–15 | 21–11 |       | Raport |
| 30 lipca | 14:00 | Qi Xuefei   | 0–2   | Kalojana Nalbantowa | 18–21 | 18–21 |       | Raport |
| 31 lipca | 19:30 | An Se-young | 2–0   | Qi Xuefei           | 21–5  | 21–7  |       | Raport |

### Grupa C
| Lp. | Zawodnik               | M | Z | P | S+ | S- | S+/- | P+  | P-  | P+/- | Pkt | Kwalifikacja        |
| --- | ---------------------- | - | - | - | -- | -- | ---- | --- | --- | ---- | --- | ------------------- |
| 1   | Akane Yamaguchi (JPN)  | 2 | 2 | 0 | 4  | 1  | +3   | 106 | 75  | +31  | 2   | Awans do 1/8 finału |
| 2   | Michelle Li (CAN)      | 2 | 1 | 1 | 3  | 2  | +1   | 99  | 103 | −4   | 1   |                     |
| 3   | Thet Htar Thuzar (MYA) | 2 | 0 | 2 | 0  | 4  | −4   | 61  | 88  | −27  | 0   |                     |

| Data     | Czas  | Zawodnik 1      | Wynik | Zawodnik 2       | Set 1 | Set 2 | Set 3 | Raport |
| -------- | ----- | --------------- | ----- | ---------------- | ----- | ----- | ----- | ------ |
| 27 lipca | 19:30 | Akane Yamaguchi | 2–0   | Thet Htar Thuzar | 21–12 | 21–10 |       | Raport |
| 29 lipca | 19:30 | Michelle Li     | 2–0   | Thet Htar Thuzar | 21–16 | 25–23 |       | Raport |
| 31 lipca | 08:30 | Akane Yamaguchi | 2–1   | Michelle Li      | 22–24 | 21–17 | 21–12 | Raport |

### Grupa D
| Lp. | Zawodnik                   | M | Z | P | S+ | S- | S+/- | P+ | P- | P+/- | Pkt | Kwalifikacja        |
| --- | -------------------------- | - | - | - | -- | -- | ---- | -- | -- | ---- | --- | ------------------- |
| 1   | Supanida Katethong (THA)   | 2 | 2 | 0 | 4  | 0  | +4   | 84 | 58 | +26  | 2   | Awans do 1/8 finału |
| 2   | Juliana Viana Vieira (BRA) | 2 | 1 | 1 | 2  | 2  | 0    | 77 | 75 | +2   | 1   |                     |
| 3   | Lo Sin Yan (HKG)           | 2 | 0 | 2 | 0  | 4  | −4   | 56 | 84 | −28  | 0   |                     |

| Data     | Czas  | Zawodnik 1         | Wynik | Zawodnik 2           | Set 1 | Set 2 | Set 3 | Raport |
| -------- | ----- | ------------------ | ----- | -------------------- | ----- | ----- | ----- | ------ |
| 27 lipca | 14:50 | Supanida Katethong | 2–0   | Juliana Viana Vieira | 21–16 | 21–19 |       | Raport |
| 29 lipca | 14:50 | Lo Sin Yan         | 0–2   | Juliana Viana Vieira | 19–21 | 14–21 |       | Raport |
| 30 lipca | 20:20 | Supanida Katethong | 2–0   | Lo Sin Yan           | 21–14 | 21–9  |       | Raport |

### Grupa E
| Lp. | Zawodnik                | M | Z | P | S+ | S- | S+/- | P+ | P- | P+/- | Pkt | Kwalifikacja        |
| --- | ----------------------- | - | - | - | -- | -- | ---- | -- | -- | ---- | --- | ------------------- |
| 1   | Ratchanok Intanon (THA) | 2 | 2 | 0 | 4  | 0  | +4   | 84 | 50 | +34  | 2   | Awans do 1/4 finału |
| 2   | Tai Tzu-ying (TPE)      | 2 | 1 | 1 | 2  | 2  | 0    | 76 | 71 | +5   | 1   |                     |
| 3   | Lianne Tan (BEL)        | 2 | 0 | 2 | 0  | 4  | −4   | 45 | 84 | −39  | 0   |                     |

| Data     | Czas  | Zawodnik 1        | Wynik | Zawodnik 2        | Set 1 | Set 2 | Set 3 | Raport |
| -------- | ----- | ----------------- | ----- | ----------------- | ----- | ----- | ----- | ------ |
| 28 lipca | 09:20 | Tai Tzu-ying      | 2–0   | Lianne Tan        | 21–15 | 21–14 |       | Raport |
| 30 lipca | 08:30 | Ratchanok Intanon | 2–0   | Lianne Tan        | 21–8  | 21–8  |       | Raport |
| 31 lipca | 14:50 | Tai Tzu-ying      | 0–2   | Ratchanok Intanon | 19–21 | 15–21 |       | Raport |

### Grupa G
| Lp. | Zawodnik                       | M | Z | P | S+ | S- | S+/- | P+ | P-  | P+/- | Pkt | Kwalifikacja        |
| --- | ------------------------------ | - | - | - | -- | -- | ---- | -- | --- | ---- | --- | ------------------- |
| 1   | Gregoria Mariska Tunjung (INA) | 2 | 2 | 0 | 4  | 0  | +4   | 84 | 55  | +29  | 2   | Awans do 1/8 finału |
| 2   | Polina Buhrowa (UKR)           | 2 | 1 | 1 | 2  | 1  | +1   | 86 | 100 | −14  | 1   |                     |
| 3   | Tereza Švábíková (CZE)         | 2 | 0 | 2 | 1  | 4  | −3   | 88 | 103 | −15  | 0   |                     |

| Data     | Czas  | Zawodnik 1               | Wynik | Zawodnik 2       | Set 1 | Set 2 | Set 3 | Raport |
| -------- | ----- | ------------------------ | ----- | ---------------- | ----- | ----- | ----- | ------ |
| 28 lipca | 14:50 | Gregoria Mariska Tunjung | 2–0   | Polina Buhrowa   | 21–10 | 21–15 |       | Raport |
| 30 lipca | 11:00 | Tereza Švábíková         | 1–2   | Polina Buhrowa   | 19–21 | 21–19 | 18–21 | Raport |
| 31 lipca | 15:40 | Gregoria Mariska Tunjung | 2–0   | Tereza Švábíková | 21–12 | 21–18 |       | Raport |

### Grupa H
| Lp. | Zawodnik               | M | Z | P | S+ | S- | S+/- | P+  | P- | P+/- | Pkt | Kwalifikacja        |
| --- | ---------------------- | - | - | - | -- | -- | ---- | --- | -- | ---- | --- | ------------------- |
| 1   | Kim Ga-eun (KOR)       | 2 | 2 | 0 | 4  | 1  | +3   | 106 | 78 | +28  | 2   | Awans do 1/8 finału |
| 2   | Goh Jin Wei (MAS)      | 2 | 1 | 1 | 3  | 2  | +1   | 104 | 96 | +8   | 1   |                     |
| 3   | Johanita Scholtz (RSA) | 2 | 0 | 2 | 0  | 4  | −4   | 50  | 86 | −36  | 0   |                     |

| Data     | Czas  | Zawodnik 1  | Wynik | Zawodnik 2       | Set 1 | Set 2 | Set 3 | Raport |
| -------- | ----- | ----------- | ----- | ---------------- | ----- | ----- | ----- | ------ |
| 27 lipca | 14:50 | Kim Ga-eun  | 2–0   | Johanita Scholtz | 21–12 | 21–6  |       | Raport |
| 29 lipca | 14:50 | Goh Jin Wei | 2–0   | Johanita Scholtz | 23–21 | 21–11 |       | Raport |
| 31 lipca | 08:30 | Kim Ga-eun  | 2–1   | Goh Jin Wei      | 21–17 | 20–22 | 23–21 | Raport |

### Grupa I
| Lp. | Zawodnik               | M | Z | P | S+ | S- | S+/- | P+ | P- | P+/- | Pkt | Kwalifikacja        |
| --- | ---------------------- | - | - | - | -- | -- | ---- | -- | -- | ---- | --- | ------------------- |
| 1   | Yeo Jia Min (SGP)      | 2 | 2 | 0 | 4  | 0  | +4   | 84 | 33 | +51  | 2   | Awans do 1/8 finału |
| 2   | Kate Ludik (MRI)       | 2 | 1 | 1 | 2  | 2  | 0    | 60 | 58 | +2   | 1   |                     |
| 3   | Dorsa Yavarivafa (EOR) | 2 | 0 | 2 | 0  | 4  | −4   | 31 | 84 | −53  | 0   |                     |

| Data     | Czas  | Zawodnik 1  | Wynik | Zawodnik 2       | Set 1 | Set 2 | Set 3 | Raport |
| -------- | ----- | ----------- | ----- | ---------------- | ----- | ----- | ----- | ------ |
| 27 lipca | 09:20 | Yeo Jia Min | 2–0   | Dorsa Yavarivafa | 21–7  | 21–8  |       | Raport |
| 29 lipca | 11:00 | Kate Ludik  | 2–0   | Dorsa Yavarivafa | 21–5  | 21–11 |       | Raport |
| 30 lipca | 20:20 | Yeo Jia Min | 2–0   | Kate Ludik       | 21–12 | 21–6  |       | Raport |

### Grupa J
| Lp. | Zawodnik            | M | Z | P | S+ | S- | S+/- | P+ | P- | P+/- | Pkt | Kwalifikacja        |
| --- | ------------------- | - | - | - | -- | -- | ---- | -- | -- | ---- | --- | ------------------- |
| 1   | Aya Ohori (JPN)     | 2 | 2 | 0 | 4  | 0  | +4   | 84 | 36 | +48  | 2   | Awans do 1/8 finału |
| 2   | Neslihan Arın (TUR) | 2 | 1 | 1 | 2  | 2  | 0    | 58 | 75 | −17  | 1   |                     |
| 3   | Inés Castillo (PER) | 2 | 0 | 2 | 0  | 4  | −4   | 53 | 84 | −31  | 0   |                     |

| Data     | Czas  | Zawodnik 1    | Wynik | Zawodnik 2    | Set 1 | Set 2 | Set 3 | Raport |
| -------- | ----- | ------------- | ----- | ------------- | ----- | ----- | ----- | ------ |
| 28 lipca | 11:00 | Aya Ohori     | 2–0   | Neslihan Arın | 21–9  | 21–7  |       | Raport |
| 30 lipca | 9:20  | Inés Castillo | 0–2   | Neslihan Arın | 16–21 | 17–21 |       | Raport |
| 31 lipca | 15:40 | Aya Ohori     | 2–0   | Inés Castillo | 21–12 | 21–8  |       | Raport |

### Grupa K
| Lp. | Zawodnik               | M | Z | P | S+ | S- | S+/- | P+ | P- | P+/- | Pkt | Kwalifikacja        |
| --- | ---------------------- | - | - | - | -- | -- | ---- | -- | -- | ---- | --- | ------------------- |
| 1   | Beiwen Zhang (USA)     | 2 | 2 | 0 | 4  | 0  | +4   | 86 | 53 | +33  | 2   | Awans do 1/8 finału |
| 2   | Nguyễn Thùy Linh (VIE) | 2 | 1 | 1 | 2  | 2  | 0    | 82 | 53 | +29  | 1   |                     |
| 3   | Tiffany Ho (AUS)       | 2 | 0 | 2 | 0  | 4  | −4   | 22 | 84 | −62  | 0   |                     |

| Data     | Czas  | Zawodnik 1       | Wynik | Zawodnik 2       | Set 1 | Set 2 | Set 3 | Raport |
| -------- | ----- | ---------------- | ----- | ---------------- | ----- | ----- | ----- | ------ |
| 27 lipca | 19:30 | Beiwen Zhang     | 2–0   | Tiffany Ho       | 21–9  | 21–4  |       | Raport |
| 29 lipca | 21:10 | Nguyễn Thùy Linh | 2–0   | Tiffany Ho       | 21–6  | 21–3  |       | Raport |
| 31 lipca | 08:30 | Beiwen Zhang     | 2–0   | Nguyễn Thùy Linh | 22–20 | 22–20 |       | Raport |

### Grupa L
| Lp. | Zawodnik                 | M | Z | P | S+ | S- | S+/- | P+ | P-  | P+/- | Pkt | Kwalifikacja        |
| --- | ------------------------ | - | - | - | -- | -- | ---- | -- | --- | ---- | --- | ------------------- |
| 1   | Carolina Marín (ESP)     | 2 | 2 | 0 | 4  | 0  | +4   | 84 | 40  | +44  | 2   | Awans do 1/8 finału |
| 2   | Jenjira Stadelmann (SUI) | 2 | 1 | 1 | 2  | 3  | −1   | 88 | 100 | −12  | 1   |                     |
| 3   | Rachael Darragh (IRL)    | 2 | 0 | 2 | 1  | 4  | −3   | 68 | 100 | −32  | 0   |                     |

| Data     | Czas  | Zawodnik 1      | Wynik | Zawodnik 2         | Set 1 | Set 2 | Set 3 | Raport |
| -------- | ----- | --------------- | ----- | ------------------ | ----- | ----- | ----- | ------ |
| 28 lipca | 19:30 | Carolina Marín  | 2–0   | Jenjira Stadelmann | 21–11 | 21–19 |       | Raport |
| 30 lipca | 16:30 | Rachael Darragh | 1–2   | Jenjira Stadelmann | 21–13 | 22–24 | 15–21 | Raport |
| 31 lipca | 14:00 | Carolina Marín  | 2–0   | Rachael Darragh    | 21–5  | 21–5  |       | Raport |

### Grupa M
| Lp. | Zawodnik                             | M | Z | P | S+ | S- | S+/- | P+ | P- | P+/- | Pkt | Kwalifikacja        |
| --- | ------------------------------------ | - | - | - | -- | -- | ---- | -- | -- | ---- | --- | ------------------- |
| 1   | Pusarla Venkata Sindhu (IND)         | 2 | 2 | 0 | 4  | 0  | +4   | 84 | 30 | +54  | 2   | Awans do 1/8 finału |
| 2   | Kristin Kuuba (EST)                  | 2 | 1 | 1 | 2  | 2  | 0    | 57 | 58 | −1   | 1   |                     |
| 3   | Fathimath Nabaaha Abdul Razzaq (MDV) | 2 | 0 | 2 | 0  | 4  | −4   | 31 | 84 | −53  | 0   |                     |

| Data     | Czas  | Zawodnik 1             | Wynik | Zawodnik 2                     | Set 1 | Set 2 | Set 3 | Raport |
| -------- | ----- | ---------------------- | ----- | ------------------------------ | ----- | ----- | ----- | ------ |
| 28 lipca | 09:20 | Pusarla Venkata Sindhu | 2–0   | Fathimath Nabaaha Abdul Razzaq | 21–9  | 21–6  |       | Raport |
| 30 lipca | 08:30 | Kristin Kuuba          | 2–0   | Fathimath Nabaaha Abdul Razzaq | 21–7  | 21–9  |       | Raport |
| 31 lipca | 09:20 | Pusarla Venkata Sindhu | 2–0   | Kristin Kuuba                  | 21–5  | 21–10 |       | Raport |

### Grupa N
| Lp. | Zawodnik                      | M | Z | P | S+ | S- | S+/- | P+ | P- | P+/- | Pkt | Kwalifikacja        |
| --- | ----------------------------- | - | - | - | -- | -- | ---- | -- | -- | ---- | --- | ------------------- |
| 1   | He Bingjiao (CHN)             | 2 | 2 | 0 | 4  | 0  | +4   | 87 | 45 | +42  | 2   | Awans do 1/8 finału |
| 2   | Kirsty Gilmour (GBR)          | 2 | 1 | 1 | 2  | 2  | 0    | 72 | 69 | +3   | 1   |                     |
| 3   | Keisha Fatimah Az Zahra (AZE) | 2 | 0 | 2 | 0  | 4  | −4   | 39 | 84 | −45  | 0   |                     |

| Data     | Czas  | Zawodnik 1     | Wynik | Zawodnik 2              | Set 1 | Set 2 | Set 3 | Raport |
| -------- | ----- | -------------- | ----- | ----------------------- | ----- | ----- | ----- | ------ |
| 27 lipca | 08:30 | He Bingjiao    | 2–0   | Keisha Fatimah Az Zahra | 21–8  | 21–7  |       | Raport |
| 29 lipca | 08:30 | Kirsty Gilmour | 2–0   | Keisha Fatimah Az Zahra | 21–13 | 21–11 |       | Raport |
| 30 lipca | 19:30 | He Bingjiao    | 2–0   | Kirsty Gilmour          | 24–22 | 21–8  |       | Raport |

### Grupa P
| Lp. | Zawodnik             | M | Z | P | S+ | S- | S+/- | P+  | P-  | P+/- | Pkt | Kwalifikacja        |
| --- | -------------------- | - | - | - | -- | -- | ---- | --- | --- | ---- | --- | ------------------- |
| 1   | Chen Yufei (CHN)     | 2 | 2 | 0 | 4  | 2  | +2   | 120 | 84  | +36  | 2   | Awans do 1/4 finału |
| 2   | Mia Blichfeldt (DEN) | 2 | 1 | 1 | 3  | 3  | 0    | 96  | 108 | −12  | 1   |                     |
| 3   | Yvonne Li (GER)      | 2 | 0 | 2 | 2  | 4  | −2   | 91  | 115 | −24  | 0   |                     |

| Data     | Czas  | Zawodnik 1     | Wynik | Zawodnik 2     | Set 1 | Set 2 | Set 3 | Raport |
| -------- | ----- | -------------- | ----- | -------------- | ----- | ----- | ----- | ------ |
| 28 lipca | 14:50 | Chen Yufei     | 2–1   | Yvonne Li      | 21–14 | 17–21 | 21–9  | Raport |
| 30 lipca | 14:50 | Mia Blichfeldt | 2–1   | Yvonne Li      | 21–14 | 14–21 | 21–12 | Raport |
| 31 lipca | 19:30 | Chen Yufei     | 2–1   | Mia Blichfeldt | 21–8  | 19–21 | 21–11 | Report |

## Faza pucharowa
|  |            |                     |            |                     |            |    |    |              |                |                   |                   |                   |                     |                   |           |           |           |           |           |  |  |       |       |       |       |       |
|  | 1/8 finału | 1/8 finału          | 1/8 finału | 1/8 finału          | 1/8 finału |    |    | Ćwierćfinały | Ćwierćfinały   | Ćwierćfinały      | Ćwierćfinały      | Ćwierćfinały      |                     |                   | Półfinały | Półfinały | Półfinały | Półfinały | Półfinały |  |  | Finał | Finał | Finał | Finał | Finał |
|  | 1/8 finału | 1/8 finału          | 1/8 finału | 1/8 finału          | 1/8 finału |    |    | Ćwierćfinały | Ćwierćfinały   | Ćwierćfinały      | Ćwierćfinały      | Ćwierćfinały      |                     |                   | Półfinały | Półfinały | Półfinały | Półfinały | Półfinały |  |  | Finał | Finał | Finał | Finał | Finał |
|  |            |                     |            |                     |            |    |    |              |                |                   |                   |                   |                     |                   |           |           |           |           |           |  |  |       |       |       |       |       |
|  |            |                     |            |                     |            |    |    |              |                |                   |                   |                   |                     |                   |           |           |           |           |           |  |  |       |       |       |       |       |
|  |            |                     |            |                     |            |    |    |              |                |                   |                   |                   |                     |                   |           |           |           |           |           |  |  |       |       |       |       |       |
|  |            |                     |            |                     |            |    |    |              |                |                   |                   |                   |                     |                   |           |           |           |           |           |  |  |       |       |       |       |       |
|  |            |                     |            |                     |            |    |    |              |                |                   |                   |                   |                     |                   |           |           |           |           |           |  |  |       |       |       |       |       |
|  | A1         | An Se-young         | 15         | 21                  | 21         |    |    |              |                |                   |                   |                   |                     |                   |           |           |           |           |           |  |  |       |       |       |       |       |
|  | A1         | An Se-young         | 15         | 21                  | 21         |    |    |              |                |                   |                   |                   |                     |                   |           |           |           |           |           |  |  |       |       |       |       |       |
|  |            |                     | C1         | Akane Yamaguchi     | 21         | 17 | 8  |              |                |                   |                   |                   |                     |                   |           |           |           |           |           |  |  |       |       |       |       |       |
|  | C1         | Akane Yamaguchi     | C1         | Akane Yamaguchi     | 21         | 17 | 8  | 21           | 21             |                   |                   |                   |                     |                   |           |           |           |           |           |  |  |       |       |       |       |       |
|  | C1         | Akane Yamaguchi     |            |                     |            |    |    |              |                |                   |                   |                   |                     |                   |           |           |           |           |           |  |  |       |       |       |       |       |
|  | D1         | Supanida Katethong  | 6          | 13                  |            |    |    |              |                |                   |                   |                   |                     |                   |           |           |           |           |           |  |  |       |       |       |       |       |
|  | D1         | Supanida Katethong  | 6          | 13                  |            |    | A1 | An Se-young  | 11             | 21                | 21                |                   |                     |                   |           |           |           |           |           |  |  |       |       |       |       |       |
|  |            |                     |            |                     |            |    |    |              |                |                   |                   |                   |                     |                   |           |           |           |           |           |  |  |       |       |       |       |       |
|  |            |                     | G1         | Gregoria M. Tunjung | 21         | 13 | 16 |              |                |                   |                   |                   |                     |                   |           |           |           |           |           |  |  |       |       |       |       |       |
|  |            |                     |            |                     |            | 13 | 16 |              |                |                   |                   |                   |                     |                   |           |           |           |           |           |  |  |       |       |       |       |       |
|  |            |                     |            |                     |            |    |    |              |                |                   |                   |                   |                     |                   |           |           |           |           |           |  |  |       |       |       |       |       |
|  |            |                     |            |                     |            |    |    |              |                |                   |                   |                   |                     |                   |           |           |           |           |           |  |  |       |       |       |       |       |
|  | E1         | Ratchanok Intanon   | 23         | 9                   |            |    |    |              |                |                   |                   |                   |                     |                   |           |           |           |           |           |  |  |       |       |       |       |       |
|  | E1         | Ratchanok Intanon   | 23         | 9                   |            |    |    |              |                |                   |                   |                   |                     |                   |           |           |           |           |           |  |  |       |       |       |       |       |
|  |            |                     | G1         | Gregoria M. Tunjung | 25         | 21 |    |              |                |                   |                   |                   |                     |                   |           |           |           |           |           |  |  |       |       |       |       |       |
|  | G1         | Gregoria M. Tunjung | G1         | Gregoria M. Tunjung | 25         | 21 | 21 | 8            | 23             |                   |                   |                   |                     |                   |           |           |           |           |           |  |  |       |       |       |       |       |
|  | G1         | Gregoria M. Tunjung |            |                     |            |    |    |              |                |                   |                   |                   |                     |                   |           |           |           |           |           |  |  |       |       |       |       |       |
|  | H1         | Kim Ga-eun          | 4          | 21                  | 21         |    |    |              |                |                   |                   |                   |                     |                   |           |           |           |           |           |  |  |       |       |       |       |       |
|  | H1         | Kim Ga-eun          | 4          | 21                  | 21         |    |    | A1           | An Se-young    | 21                | 21                |                   |                     |                   |           |           |           |           |           |  |  |       |       |       |       |       |
|  |            |                     |            |                     |            |    |    |              |                |                   |                   |                   |                     |                   |           |           |           |           |           |  |  |       |       |       |       |       |
|  |            |                     | N1         | He Bingjiao         | 13         | 16 |    |              |                |                   |                   |                   |                     |                   |           |           |           |           |           |  |  |       |       |       |       |       |
|  | I1         | Yeo Jia Min         | N1         | He Bingjiao         | 13         | 16 | 21 | 14           | 22             |                   |                   |                   |                     |                   |           |           |           |           |           |  |  |       |       |       |       |       |
|  | I1         | Yeo Jia Min         |            |                     |            |    |    |              |                |                   |                   |                   |                     |                   |           |           |           |           |           |  |  |       |       |       |       |       |
|  | J1         | Aya Ohori           | 11         | 21                  | 24         |    |    |              |                |                   |                   |                   |                     |                   |           |           |           |           |           |  |  |       |       |       |       |       |
|  | J1         | Aya Ohori           | 11         | 21                  | 24         |    |    | J1           | Aya Ohori      | 13                | 14                |                   |                     |                   |           |           |           |           |           |  |  |       |       |       |       |       |
|  |            |                     |            |                     |            |    |    | J1           | Aya Ohori      | 13                | 14                |                   |                     |                   |           |           |           |           |           |  |  |       |       |       |       |       |
|  |            |                     | L1         | Carolina Marín      | 21         | 21 |    |              |                |                   |                   |                   |                     |                   |           |           |           |           |           |  |  |       |       |       |       |       |
|  | K1         | Beiwen Zhang        | L1         | Carolina Marín      | 21         | 21 | 21 | 9            | 18             |                   |                   |                   |                     |                   |           |           |           |           |           |  |  |       |       |       |       |       |
|  | K1         | Beiwen Zhang        |            |                     |            |    |    |              |                |                   |                   |                   |                     |                   |           |           |           |           |           |  |  |       |       |       |       |       |
|  | L1         | Carolina Marín      | 12         | 21                  | 21         |    |    |              |                |                   |                   |                   |                     |                   |           |           |           |           |           |  |  |       |       |       |       |       |
|  | L1         | Carolina Marín      | 12         | 21                  | 21         |    |    | L1           | Carolina Marín | 21                | 10 (k)            |                   |                     |                   |           |           |           |           |           |  |  |       |       |       |       |       |
|  |            |                     |            |                     |            |    |    |              |                |                   |                   |                   |                     |                   |           |           |           |           |           |  |  |       |       |       |       |       |
|  |            |                     | N1         | He Bingjiao         | 14         | 8  |    |              |                | Mecz o 3. miejsce | Mecz o 3. miejsce | Mecz o 3. miejsce | Mecz o 3. miejsce   | Mecz o 3. miejsce |           |           |           |           |           |  |  |       |       |       |       |       |
|  | M1         | P. V. Sindhu        | N1         | He Bingjiao         | 14         | 8  | 19 | 14           |                | Mecz o 3. miejsce | Mecz o 3. miejsce | Mecz o 3. miejsce | Mecz o 3. miejsce   | Mecz o 3. miejsce |           |           |           |           |           |  |  |       |       |       |       |       |
|  | M1         | P. V. Sindhu        |            |                     |            |    |    |              |                |                   |                   |                   |                     |                   |           |           |           |           |           |  |  |       |       |       |       |       |
|  | N1         | He Bingjiao         | 21         | 21                  |            |    |    |              |                |                   |                   |                   |                     |                   |           |           |           |           |           |  |  |       |       |       |       |       |
|  | N1         | He Bingjiao         | 21         | 21                  |            |    | N1 | He Bingjiao  | 21             | 21                |                   | G1                | Gregoria M. Tunjung |                   |           |           |           |           |           |  |  |       |       |       |       |       |
|  |            |                     |            |                     |            |    | N1 | He Bingjiao  | 21             | 21                |                   | G1                | Gregoria M. Tunjung |                   |           |           |           |           |           |  |  |       |       |       |       |       |
|  |            |                     | P1         | Chen Yufei          | 16         | 17 |    |              |                | L1                | Carolina Marín    | w/o               |                     |                   |           |           |           |           |           |  |  |       |       |       |       |       |
|  |            |                     |            |                     |            | 17 |    |              |                | L1                | Carolina Marín    | w/o               |                     |                   |           |           |           |           |           |  |  |       |       |       |       |       |
|  |            |                     |            |                     |            |    |    |              |                |                   |                   |                   |                     |                   |           |           |           |           |           |  |  |       |       |       |       |       |